# Briege McKenna
La Hermana Briege McKenna, O.S.C. (nacida en Armagh, Irlanda del Norte 1946-) es una religiosa católica perteneciente a las clarisas  y autora de la obra "Los Milagros Sí Ocurren".
Nació en el condado de Armagh en Irlanda del Norte, Reino Unido, e ingresó a la edad de quince años en las Clarisas. Tras  sufrir por más de tres años  artritis reumatoide, fue transferida a su comunidad en Tampa, Florida con la esperanza de que el sol de Florida la aliviase de su sufrimiento. 
A la edad de veinticuatro años, según refiere ella misma, fue sanada milagrosa e instantáneamente durante la celebración de la Eucaristía y recibió  tiempo después, en oración, el don de sanación por el que ha sido ampliamente conocida. Después, se convirtió en un gran referente para este ministerio.
En 1974, cuenta haber recibido una profunda inspiración espiritual para trabajar con los sacerdotes. En ese sentido, obispos y sacerdotes de diversas partes del mundo le han hecho consultas espirituales, incluyendo un presidente de Brasil. Se cuentan hasta por miles y en los cinco continentes los sacerdotes en crisis que han recibido sus oraciones de sanación. Su libro, "Los Milagros Sí Ocurren" ha sido traducido a varios idiomas en el mundo.

## Relación con Medjugorje
La Hermana McKenna es una de las portavoces de los mensajes marianos difundidos desde Medjugorje, al igual que el Padre Tom Forrest, a raíz de una experiencia tenida en una conferencia carismática internacional el año de 1981.

## Ministerio de Intercesión por los Sacerdotes
Desde 1985, la Hermana Briege ha estado ministrando a los sacerdotes en colaboración con el Padre Kevin Scallon, C.M. Fue ponente mundial para un retiro internacional de sacerdotes en el Vaticano Ella ha recibido en 1988 el Poverello Award de la Franciscan University, y en el año 2009 el Premio al Liderazgo Sobresaliente del Instituto de Liderazgo Católico.

## Obras
- Miracles Do Happen (1992). ISBN 0-312-92972-2
- Los Milagros Sí Ocurren (1991). ISBN 0-89283-739-X
- Čudeži se še dogajajo (1991).
- Phép lạ vã̂n xảy ra (1997).
- Que you qi ji (1994)
- Des miracles aujourd'hui (1997). ISBN 978-2-911036-08-8.
- C'est Dieu qui guérit! (1991). ISBN 978-2-907429-18-4
- The Power of the Sacraments (2009). ISBN 1-84730-170-3
- Wunder geschehen wirklich (1988). ISBN 3-87868-396-0
- Healing grace: you can be holy (1988). ISBN 978-0-89283-466-2.
- Mary: model of faith, hope, and love (1988). ISBN 978-0-89283-458-7.
- Healing love: God's power in us (1989). ISBN 978-0-89283-467-9.